# Ernst von Bülow

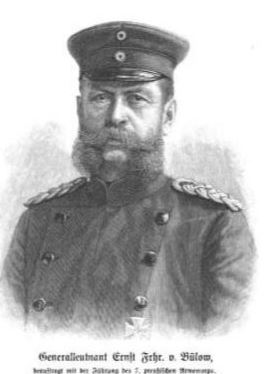
Ernst von Bülow

Ernst Friedrich Wilhelm Freiherr von Bülow (* 1. Mai 1842 in Stade; † 9. Mai 1901 in Bad Ems) war ein preußischer Generalleutnant.

## Leben

### Herkunft
Er war der Sohn des gleichnamigen Ernst Freiherr von Bülow (* 6. Mai 1801; † 2. September 1861) aus dem Hause Plüskow und dessen Ehefrau Ernestine, geborene von Frese (* 22. Oktober 1803; † 22. Januar 1866). Sein Vater war Landdrost des Fürstentums Calenberg.

### Militärkarriere
Nach seiner Erziehung im elterlichen Hause besuchte Bülow das Gymnasium in seiner Heimatstadt und das Kadettenkorps in Hannover. Anschließend wurde er am 21. September 1859 als Sekondeleutnant dem Garde-Regiment der hannoverschen Armee überwiesen. Ab 16. Oktober 1864 absolvierte er mit Unterbrechungen die Militärakademie in Hannover. Anlässlich des Krieges gegen Preußen hatte Bülow die Führung der Scharfschützen des I. Bataillons inne und kämpfte in der Schlacht bei Langensalza.
Nach dem verlorenen Krieg und der Annexion des Königreichs Hannover wurde Bülow am 9. März 1867 als Premierleutnant im Leib-Grenadier-Regiment (1. Brandenburgisches) Nr. 8 der Preußischen Armee angestellt. Mit diesem Verband nahm er 1870/71 am Krieg gegen Frankreich teil und kämpfte bei Spichern, Mars-la-Tour sowie Gravelotte. Während der Belagerung von Metz wurde Bülow am 22. Oktober 1870 zum Hauptmann befördert und zum Chef der 3. Kompanie ernannt. Diese führte er in den Schlachten bei Beaune-la-Rolande, Orléans und Le Mans. Für seine Leistungen erhielt Bülow beide Klassen des Eisernen Kreuzes.
Nach dem Frieden von Frankfurt folgte am 21. November 1871 seine Versetzung in das 2. Garde-Regiment zu Fuß nach Berlin. Dort avancierte Bülow am 18. September 1880 zum Major und als solcher wurde er am 18. Oktober 1881 zum etatsmäßigen Stabsoffizier sowie am 15. November 1883 zum Kommandeur des I. Bataillons ernannt. Unter Beauftragung mit den Funktionen des etatsmäßigen Stabsoffiziers, also Stellvertreter des Regimentskommandeurs, versetzte man ihn am 1. September 1887 in das 1. Garde-Regiment zu Fuß nach Potsdam. Mit seiner Beförderung zum Oberstleutnant erhielt Bülow am 17. September 1887 die Ernennung zu diesem Posten. Am 27. Januar 1890 wurde er, wieder in Berlin, mit der Führung des Kaiser Alexander Garde-Grenadier-Regiments Nr. 1 beauftragt. Als Oberst war Bülow vom 24. März 1890 bis zum 17. April 1893 Kommandeur dieses Verbandes. Anschließend wurde er unter Stellung à la suite des Regiments und unter gleichzeitiger Beauftragung mit der Wahrnehmung der Geschäfte der Kommandantur von Potsdam mit der Führung der 1. Garde-Infanterie-Brigade beauftragt. Mit der Beförderung zum Generalmajor und unter Belassung in dem Verhältnis als mit der Wahrnehmung der Geschäfte der Kommandantur in Potsdam beauftragt, wurde Bülow am 17. Juni 1893 zum Brigadekommandeur ernannt. Ab 27. Januar 1897 war er zur Vertretung des Kommandeurs der 29. Division nach Freiburg im Breisgau kommandiert. In dieser Stellung am 22. März 1897 zum Generalleutnant befördert, war Bülow vom 17. April bis 31. August 1897 Kommandeur dieses Großverbandes. Daran schloss sich eine Verwendung als Kommandeur der 1. Garde-Division an. Am 27. Januar 1900 wurde Bülow nach Münster versetzt, zunächst mit der Führung des VII. Armee-Korps beauftragt und schließlich am 22. Juli 1900 zum Kommandierenden General ernannt. Anlässlich des Ordensfestes 1901 wurde ihm der Rote Adlerorden I. Klasse mit Eichenlaub verliehen. Bülow verstarb unerwartet in Bad Ems. Aus Anlass seines Todes verfügte Wilhelm II. am 11. Mai 1901, dass sämtliche Offiziere des VII. Armee-Korps für drei Tage Trauer anzulegen hatten.

### Familie
Bülow heiratete am 5. Mai 1869 auf Burg Hinta mit Hedwig von Frese (* 8. Januar 1847; † 22. Februar 1918). Das Paar hatte folgende Kinder:
- Ernst (*/† 1872)
- Cuno (1874–1879)
- Leopold (1876–1879)
- Theda (* 7. November 1878; † 19. Februar 1954) ⚭ 1910 Carl Rudolf Friedrich Victor von Frese (* 2. September 1861; † 17. April 1942)
- Hedwig Marie Natalie Emmy (* 3. Juli 1880), Kloster Malchow
- Ursula Erna Marie (* 20. November 1886), Kloster Ripnitz